# Schloss Frickenhausen

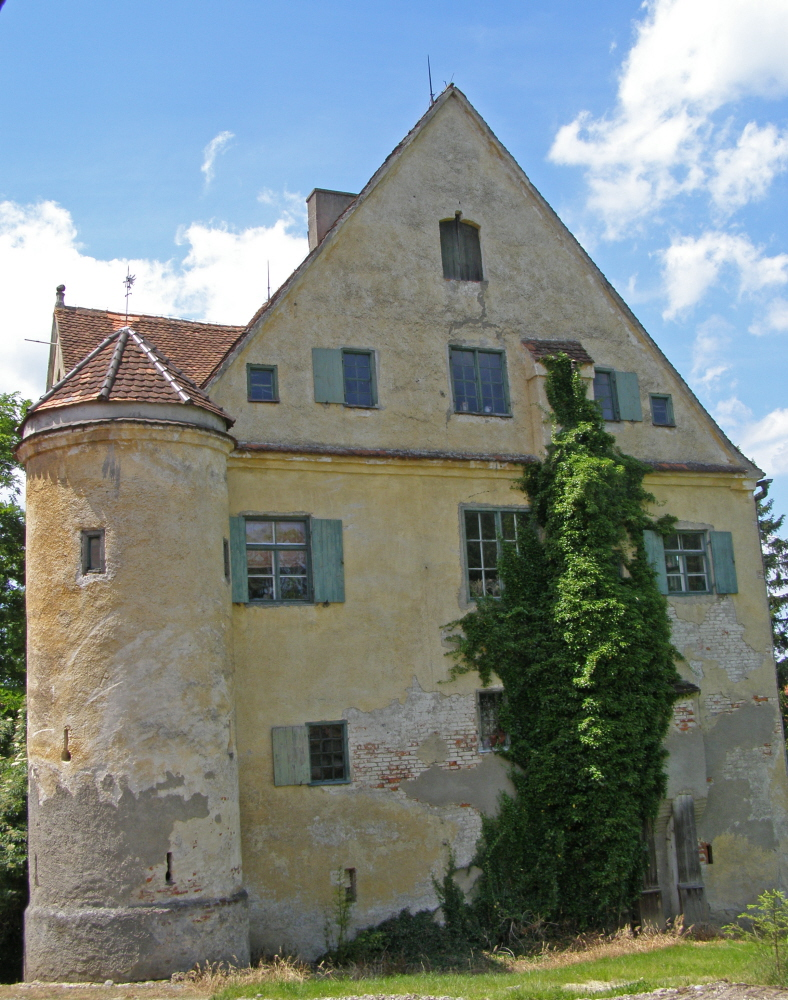
Vöhlin-Schloss in Frickenhausen

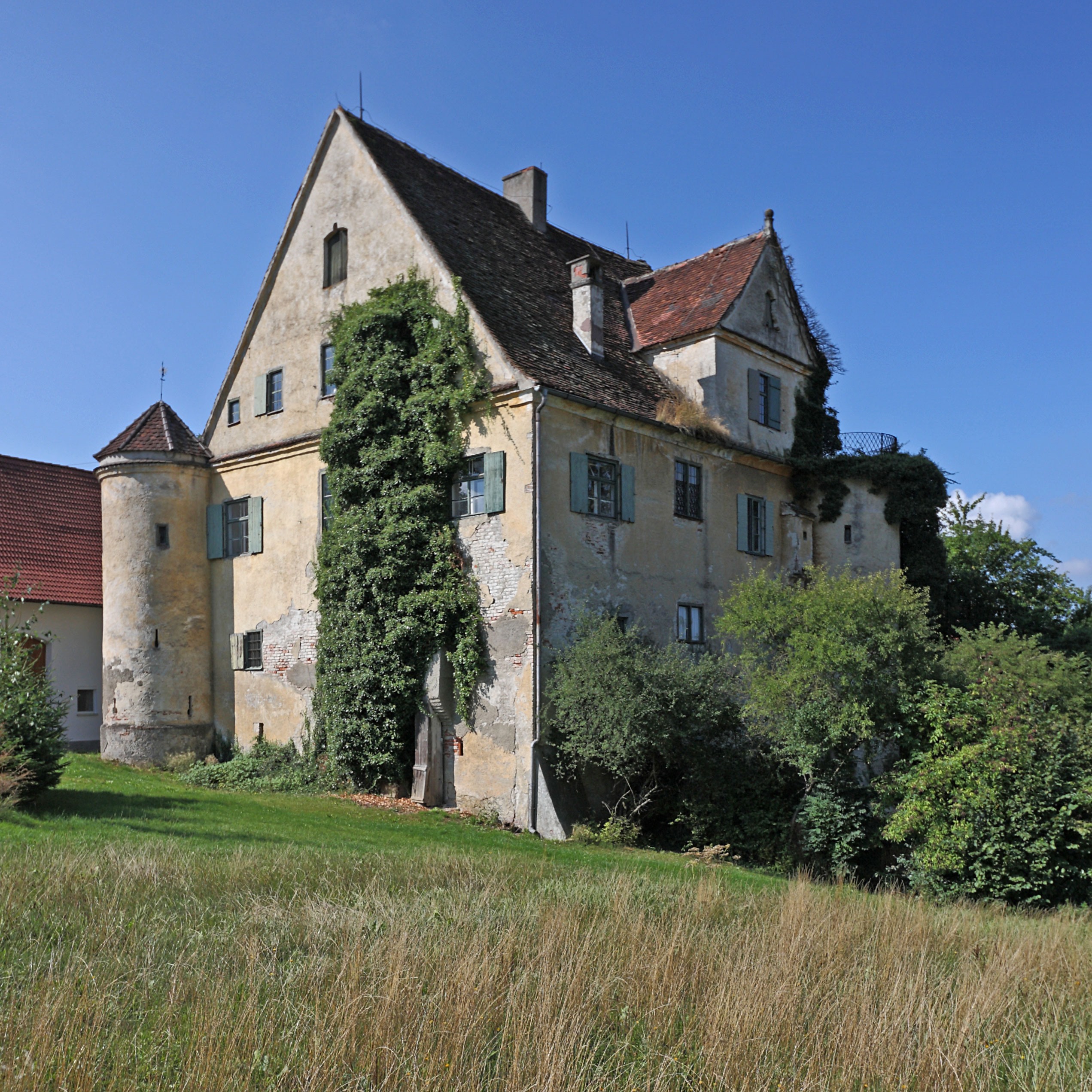
Schloss Frickenhausen

Das ehemalige Schloss Frickenhausen befindet sich in Frickenhausen, einem Ortsteil der Gemeinde Lauben im Landkreis Unterallgäu in Bayern. Das Schloss wurde im 16. Jahrhundert durch Bartholomäus Wegmann im Auftrag der Memminger Patrizierfamilie Vöhlin errichtet. Am Gartentor findet sich die Jahreszahl 1578. Ab dem Jahr 1789 wurde es als Pfarrhaus benutzt und befindet sich mittlerweile in Privatbesitz. Es steht unter Denkmalschutz.

## Baubeschreibung
Das Schloss ist ein dreigeschossiger Bau und mit einem Satteldach gedeckt. An den Seiten des Obergeschosses finden sich jeweils drei Fenster. Zwerchhäuser befinden sich an beiden Traufseiten. Die Zwerchhäuser sind ebenfalls mit einem Satteldach gedeckt. Sowohl an der südöstlichen wie auch der nordwestlichen Ecke befindet sich ein Rundturm, einer mit Spitzhaube und einer mit Dachbalkon. Der Kerker des ehemaligen Schlosses befindet sich im Untergeschoss des nordwestlichen Rundturmes. Drei Aborterker befinden sich auf der Ostseite des Schlosses. Ein Tonnengewölbe befindet sich in den Räumen des Erdgeschosses. Der sogenannte Rittersaal im Dachgeschoss wurde erst im dritten Viertel des 18. Jahrhunderts eingerichtet. Die Stuckaturen an der Decke im Rittersaal stammen von Franz Xaver Zimmermann aus den Jahren 1763/1764. Die Wappen an der Stuckdecke zeigen in der Mitte das Wappen der Stadt Memmingen und des Unterhospitals. Wappen Memminger Patrizier befinden sich in den Ecken des Rittersaals.